# Aanza
Aanza, relativno malena etnička grupa koja danas živi na jugoistoku DR Konga, sjeverozapadne Zambije i jugozapadne Tanzanije. Većina ih je locirana između jezera Mweru i jezera Tanganjika u DR Kongu.
Govore bantu jezikom. Ratari su i stočari. Goveda drže zbog mesa i mlijeka.